# Jana Cova
Jana Cova (Praga, 13 d'abril de 1980) és una actriu porno i una model eròtica txeca.

## Primers anys
Jana manifesta que va tenir una infantesa feliç, i que des de petita va somiar a convertir-se en una model professional, però a causa de la seva curta alçada no va poder fer-ho; en els seus començaments va treballar durant uns anys a Praga i en algunes ciutats d'Europa com a model de roba interior fins a la seva arribada als Estats Units als 19 anys gràcies a Stephen Hicks, reconegut fotògraf de la indústria de l'entreteniment adult qui la va descobrir. Ella viu actualment a República Txeca, més precisament en Brno, petita ciutat prop de la capital i només viatja a Los Angeles per motius de treball; es considera bisexual i la seva màxima adoració són la seva família i el seu petit gos anomenat Robbie; li agrada nedar, bussejar, fer spinning, col·leccionar vins de tot el món, jugar al tennis i donar llargs passejos amb bicicleta.
Jana ha actuat en nombroses pel·lícules per a adults i va posar per a les més importants revistes per a homes, incloent-hi Hustler, Penthouse, High Society, Perfect 10, Leg Show, Mayfair, Frenzy i Club International i per a diverses pàgines web com: Ddgirls.com, Twistys.com, Porn.com, Stunners.com, Bikiniriot.com, Bangbross.com, Officegirls2.com, Onlytease.com, Mishaonline.com, Danni.com entre les més importants. Va ser model de portada i té el títol de Penthouse Pet que va obtenir a l'abril de 2003. Es distingeix per treballar en solitari o únicament amb noies, ja que se sent més còmoda i segura d'aquesta manera, i descarta rotundament filmar alguna escena heterosexual en el futur.
En abril de 2005 va signar un contracte en exclusiva amb la productora Digital Playground el que li va donar més professionalitat a la producció i acabat final dels seus treballs. Per intervinguts de 2007, Jana va decidir seguir de manera independent amb la seva carrera en honor de complir un somni propi que és el d'establir de manera sòlida la seva pròpia productora, acabant així de manera amistosa el seu vincle laboral amb Digital Playground que d'ara endavant va llançar vuit pel·lícules més ja rodades amb la seva intervenció. Per a ells ha filmat, entre moltes unes altres, la pel·lícula Island Fever 4, amb Teagan Presley, Sophia Santi i Jesse Jane, la qual cosa li va valer guanyar el AVN (l'equivalent del premi Oscar per a les pel·lícules pornogràfiques) per la millor escena entre noies. Cal esmentar que amb aquesta productora va començar a realitzar les seves primeres escenes de sexe anal.
Si bé és cert va començar la seva carrera en la indústria de l'entreteniment per adults, i realitzant sessions fotogràfiques amb contingut heterosexual, no va trigar molt a inclinar-se exclusivament per les escenes de sexe lèsbic, la qual cosa considerava el seu límit; no obstant això, va sorprendre veure-la en escenes heterosexuals (sexe oral i penetracions vaginals) fetes de manera exclusiva per a la seva pàgina web amb la persona que actualment és la seva parella. Posseeix una petita orquídia tatuada en la part posterior del coll i és comú veure-la usant diferents tipus de pírcings en el melic.

## Aparicions
- Penthouse Variation - Setembre de 2004
- Penthouse - Abril de 2003
- Hustler - Març de 2003
- High Society - Setembre de 2002
- Leg Show - Juny de 2002
- Club International - Juny de 2002
- Purely 18 - Juliol de 2001